# Dossier 2300
Dossier 2300 (voorheen RTL dossier) is een Nederlands televisieprogramma van RTL 4. De naam is afgeleid van het tijdstip waarop het programma meestal wordt uitgezonden (23:00 uur).
In Dossier 2300 komen spraakmakende onderwerpen aan bod. Elke week is er een ander thema, waar uitgebreid op in wordt gegaan.

## Dossiers
- Als je dochter weigert te eten
- Als je huid er af valt
- Als je vader zelfmoord pleegt
- Als wilde dieren je huis omringen
- Baby's op de ontwerptafel
- Bejaarde bodybuilders
- De bomaanslag op Bali
- De jongen die zijn broer baarde
- De man die zijn minnaar opat
- De stalker
- Dikke mensen
- Eetverslaving
- Gedreven door jaloezie
- Gedreven door lust
- Gedreven door woede
- Gedwongen als meisje door het leven
- Geen cola maar moedermelk
- Geen seks voor het huwelijk
- Geld maakt niet gelukkig
- Het Atkins-dieet
- Kind genietjes
- Kinderen in de ouderrol
- Lange mensen
- Luie mannen
- Maîtresses
- Meer dan 33000 calorieën per dag
- Mijn mond zit op slot (Selectief Mutisme)
- Moeder worden voor je 25ste
- Obsessies beheersen mijn leven
- Opvoeden in de geest van Gods
- Slapeloze nachten
- Sms & e-mail, wanneer het fout gaat
- Spraakmakende showbizzvrouwen
- Superdun: de race voor maatje XXS
- tourettesyndroom
- Te lelijk voor liefde
- Verbouw je huisdier
- Verslaafd aan seks
- Vrouwen die hun man mishandelen
- Wraak op je ex